# Clibanornis rubiginosus
El ticotico castaño (Clibanornis rubiginosus), también denominado breñero rojizo (en México), musguero castaño (en México), hojarasquero canela (en Colombia), hojarrasquero u hoja-rasquero rojizo (en Honduras, Costa Rica y Perú), rascahojas rojiza (en Panamá y Ecuador) o tico-tico garganticastaño (en Venezuela), es una especie de ave paseriforme de la familia Furnariidae, perteneciente al género Clibanornis, anteriormente incluida en el género Automolus. Es nativa de la América tropical (Neotrópico), desde México, por América Central y norte y oeste de América del Sur.

## Distribución y hábitat
Ocupa un área de distribución muy discontinua que se extiende desde los altiplanos de México, por Guatemala, Honduras, El Salvador, Nicaragua, Costa Rica, Panamá, Colombia, hacia el este por Venezuela, Guyana, Surinam, Guayana francesa y noreste de la Amazonia brasileña; hacia el sur por los Andes y cuenca amazónica occidental de Ecuador, Perú, extremo oeste de Brasil y noroeste de Bolivia.
Esta especie es considerada poco común y local en su hábitat natural, el denso sotobosque y los bordes de selvas húmedas tropicales y de estribaciones montañosas, aunque también se encuentra en las selvas de regiones bajas. Hasta altitudes de 1800 m.

## Descripción
Mide entre 17 y 20 cm de longitud y pesa entre 39 y 52 g, la subespecie obscurus pesa entre 23 y 35 g. Tiene una cola relativamente larga. Su plumaje es de un color castaño rojizo uniforme, siendo algo más claro en las partes inferiores, y con tonos anaranjados en la garganta. Su pico es largo, recto y robusto, de tonos grisáceos. Ambos sexos tienen una apariencia similar y los juveniles son más claros y tienen la garganta y el pecho oscuros.

## Sistemática

### Descripción original
La especie C. rubiginosus fue descrita por primera vez por el zoólogo británico Philip Lutley Sclater en 1857 bajo el nombre científico Anabates rubiginosus; su localidad tipo es: «Córdoba, Veracruz, sur de México».´

### Etimología
El nombre genérico masculino «Clibanornis» se compone de las palabras del griego «κλιβανος klibanos»: horno, y «ορνις ornis, ορνιθος ornithos»: pájaro, ave; significando «pájaro de horno»; y el nombre de la especie «rubiginosus», proviene del latín: de color de herrumbre, herrumbrado.

### Taxonomía
Hasta recientemente estaba incluida en el género Automolus, pero los sólidos estudios morfológicos y filogenéticos conducidos por Derryberry et al (2011) y Claramunt et al (2013) demostraron que la presente especie y la entonces Automolus rufipectus eran hermanas de la entonces Hylocryptus erythrocephalus y que este trío era hermano del par formado por Hylocryptus rectirostris y Clibanornis dendrocolaptoides. Como consecuencia, se propuso la transferencia de las dos especies de Automolus y del género Hylocryptus para Clibanornis. Los cambios taxonómicos fueron aprobados en la Propuesta N.º 601 al SACC.
Hasta recientemente era considerada conespecífica con Automolus rufipectus pero difieren en su vocalización altamente distintiva y, a pesar de que no parecen haber diferencias significativas de características de plumaje, esta última forrajea mucho más en el suelo que en troncos y ramas, lo que justificó su separación. La separación fue aprobada en la Propuesta N.º 394 al Comité de Clasificación de Sudamérica (SACC).
Las diferencias vocales y morfológicas de la subespecie obscurus sugieren que puede tratarse de una especie separada, pero se desconocen las vocalizaciones de varias subespecies. Las subespecies de cola negra nigricauda y saturatus fueron anteriormente consideradas como una especie separada. La subespecie propuesta umbrinus (Guatemala) no se puede distinguir de veraepacis, ella propia tal vez indistinguible de la nominal. La subespecie propuesta moderatus, descrita a partir de un único espécimen del norte de Perú, hace parte de la altamente variable forma watkinsi. La forma xanthippe (del oeste de Panamá), fue propuesta como especie pero se la considera sinónimo de fumosus. La identidad de la población del suroeste de Venezuela (Apure) es incierta y, tentativamente, se la asigna a cinnamomeigula. Ejemplares recientes del noreste de Perú (lejos de los Andes) pequeños y más oscuros por abajo, semejantes a obscurus, pueden representar un taxón no descrito.

### Subespecies
Según las clasificaciones del Congreso Ornitológico Internacional (IOC) y Aves del Mundo se reconocen trece subespecies, con su correspondiente distribución geográfica:
- Clibanornis rubiginosus guerrerensis (Salvin & Godman, 1891) – suroeste de México (Guerrero, oeste de Oaxaca).
- Clibanornis rubiginosus rubiginosus (P.L. Sclater, 1857) – montañas del este de México (sureste de San Luis Potosí, este de Hidalgo, oeste de Veracruz, este de Puebla, norte y noreste de Oaxaca).
- Clibanornis rubiginosus veraepacis (Salvin & Godman, 1891) – montañas desde el sur de México (este de Oaxaca, Chiapas) y Guatemala hacia el este hasta el norte de Nicaragua.
- Clibanornis rubiginosus fumosus (Salvin & Godman, 1891) – montañas del extremo suroeste de Costa Rica y oeste de Panamá (Chiriquí, oeste de San Blas).
- Clibanornis rubiginosus saturatus (Chapman, 1915) – tierras altas del extremo oriental de Panamá (Provincia de Panamá, Darién) y noroeste de Colombia (Antioquia).
- Clibanornis rubiginosus nigricauda (Hartert, 1898) – oeste de Colombia (serranía del Baudó, y piedemonte de los Andes occidentales) hacia el sur hasta el oeste de Ecuador (al sur hasta El Oro) y estrechamente en el norte de Perú (Tumbes).
- Clibanornis rubiginosus sasaimae (Meyer de Schauensee, 1947) – Andes orientales de Colombia (pendiente occidental en Boyacá y Cundinamarca).
- Clibanornis rubiginosus cinnamomeigula (Hellmayr, 1905) – suroeste de Venezuela (oeste de Apure) y piedemonte de los Andes orientales de Colombia (Meta).
- Clibanornis rubiginosus venezuelanus (J.T. Zimmer & Phelps, Sr, 1947) – región de los tepuyes del sur de Venezuela (Bolívar, Amazonas) y adyacencias de Brasil.
- Clibanornis rubiginosus obscurus (Pelzeln, 1859) – las Guayanas y noreste amazónico de Brasil norte del río Amazonas.
- Clibanornis rubiginosus caquetae (Meyer de Schauensee, 1947) – piedemonte de los andes orientales en el sur de Colombia (Nariño, Caquetá, Putumayo) y noreste de Ecuador (Sucumbíos).
- Clibanornis rubiginosus brunnescens (Berlioz, 1927) – estribaciones del este de Ecuador (al sur desde Napo) hacia el sur hasta el noreste de Perú (Amazonas).
- Clibanornis rubiginosus watkinsi (Hellmayr, 1912) – piedemonte de los Andes del norte de Perú (San Martín) hacia el sur hasta el norte de Bolivia (La Paz), también en el extremo oeste de Brasil (Acre).

La clasificación Clements Checklist v.2018, también lista a las subespecies umbrinus y moderatus.
Las subespecies C. rubiginosus obscurus y C. rubiginosus watkinsi son tratadas como especies separadas por el Comité Brasileño de Registros Ornitológicos (CBRO), lo que no es reconocido por otras clasificaciones, a pesar de que Aves del Mundo reconoce que son de alguna forma distintivas.